# Brzozów
Brzozów [ˈbʐɔzuf] (en ucraïnès: Березів, Bereziv; ídix: ברעזשוב Brejov; lat. Brozovia, o Prozzow) és una ciutat del sud-est de Polònia, amb 7.336 habitants al desembre de 2021. Està situada al voivodat dels subcarpats (des del 1999) i és la seu del comtat de Brzozów i del districte administratiu més petit de Gmina Brzozów. Es troba a 38 quilòmetres al sud de la ciutat de Rzeszów.

## Història
Brzozów va ser fundada l'any 1359, Brzozów va prendre el nom d'un assentament anterior i adjacent del segle XIV, que gradualment amb el pas del temps va passar a ser conegut com Stara Wieś (Vila Vella). A Stara Wieś es troba una gran basílica i monestir jesuïtes, construïts el 1760. La reina Maria va donar Brzozów i quatre pobles més als bisbes de Przemyśl el 1384. Des de mitjans del segle XIV fins a principis del XIX, els bisbes de Przemyśl van residir principalment a Brzozów.
Els atacs tàtars van tenir lloc el 1525, 1623–25, 1629 i amb grans pèrdues el 1674. Després, Brzozów va decaure comercialment fins al segle XIX.
Des de la primera partició de Polònia el 1772 fins al 1918, la ciutat va formar part de la monarquia austríaca (Àustria després del compromís del 1867), cap del districte amb el mateix nom, un dels 78 Bezirkshauptmannschaften de la província austríaca de Galítsia.
Abans de la Segona Guerra Mundial hi havia una comunitat jueva d'uns 1.300 a Brzozów. Una gran part va ser massacrada el 10 d'agost del 1942 per les SS alemanyes. La resta van ser enviats a camps d'extermini o assassinats pels nazis durant la guerra. Des de llavors, no hi ha hagut presència jueva a la vila.

## Economia
Entre el 1550 i el 1650, aquí es van practicar dinou oficis, incloent-hi la fabricació de draps, el processament d'aliments i la fabricació de cuir, així com els oficis de fusta, metall i ceràmica. El primer hospital registrat s'esmenta el 1518. A principis del segle XVI existia una escola parroquial i l'any 1410 van començar les eleccions anuals d'alcaldes i jutges, subjectes a l'aprovació del bisbe. La vila feia centenars d'anys que era coneguda per la fabricació de pintes, però la indústria va desaparèixer als anys seixanta. La fabricació d'olis era una altra indústria a Brzozów; L'oli de nou era un producte famós que es va subministrar a la taula reial de Cracòvia al segle XVI. També es van produir olis a partir del pinyol de la pruna.
L'any 1851 es va obrir una oficina de correus.

## Galeria

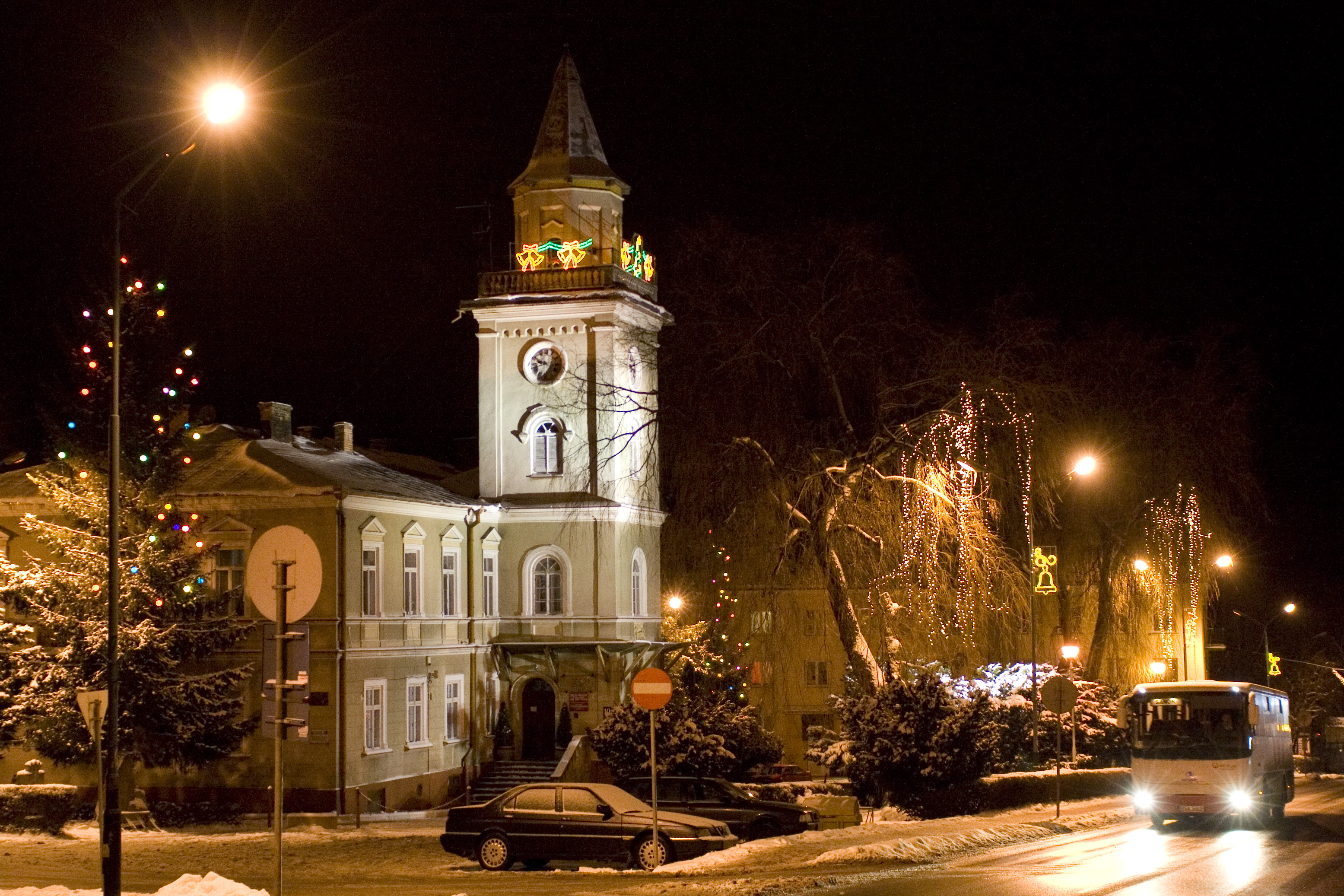
Ajuntament de Brzowów
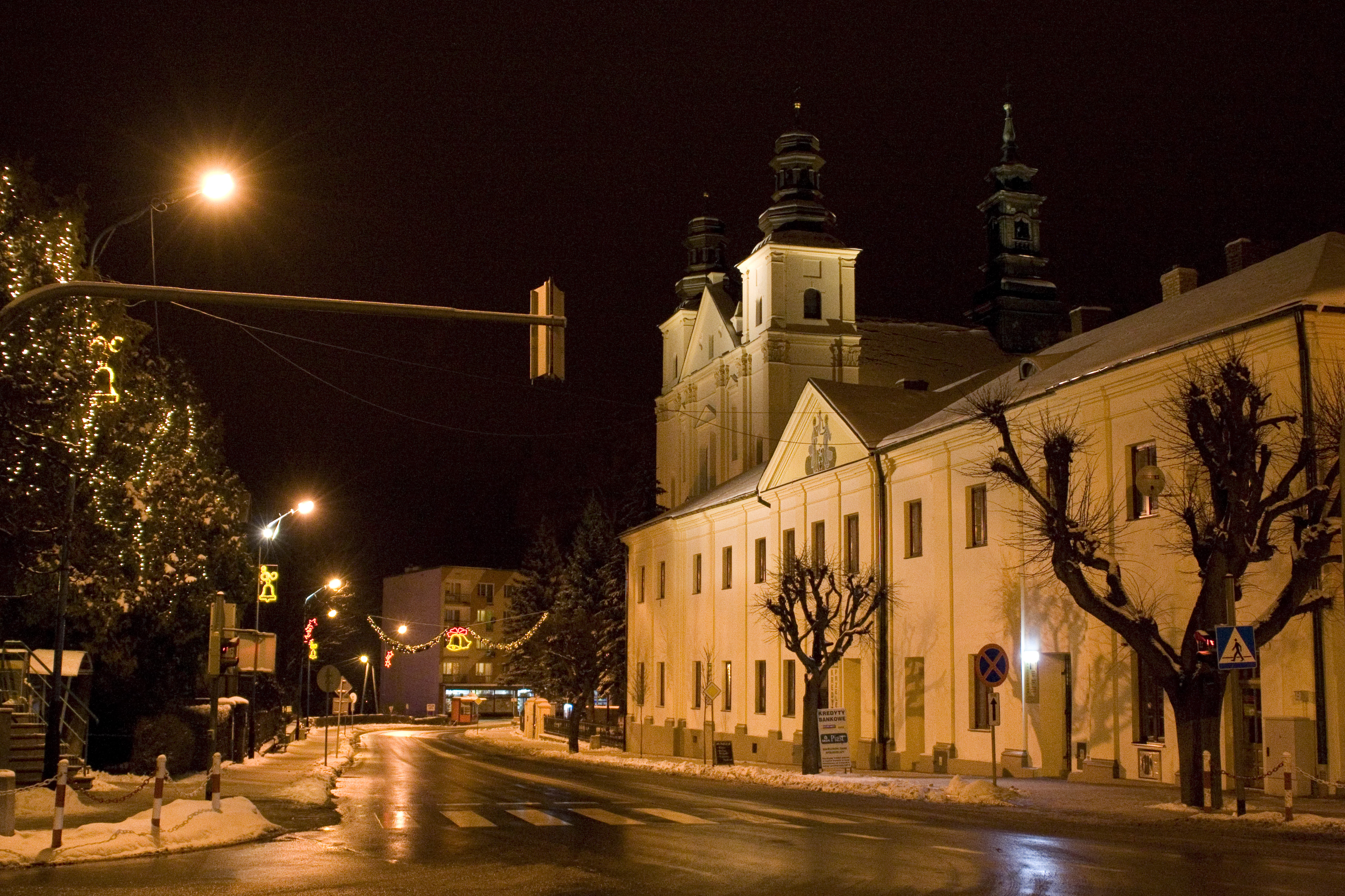
Seminari
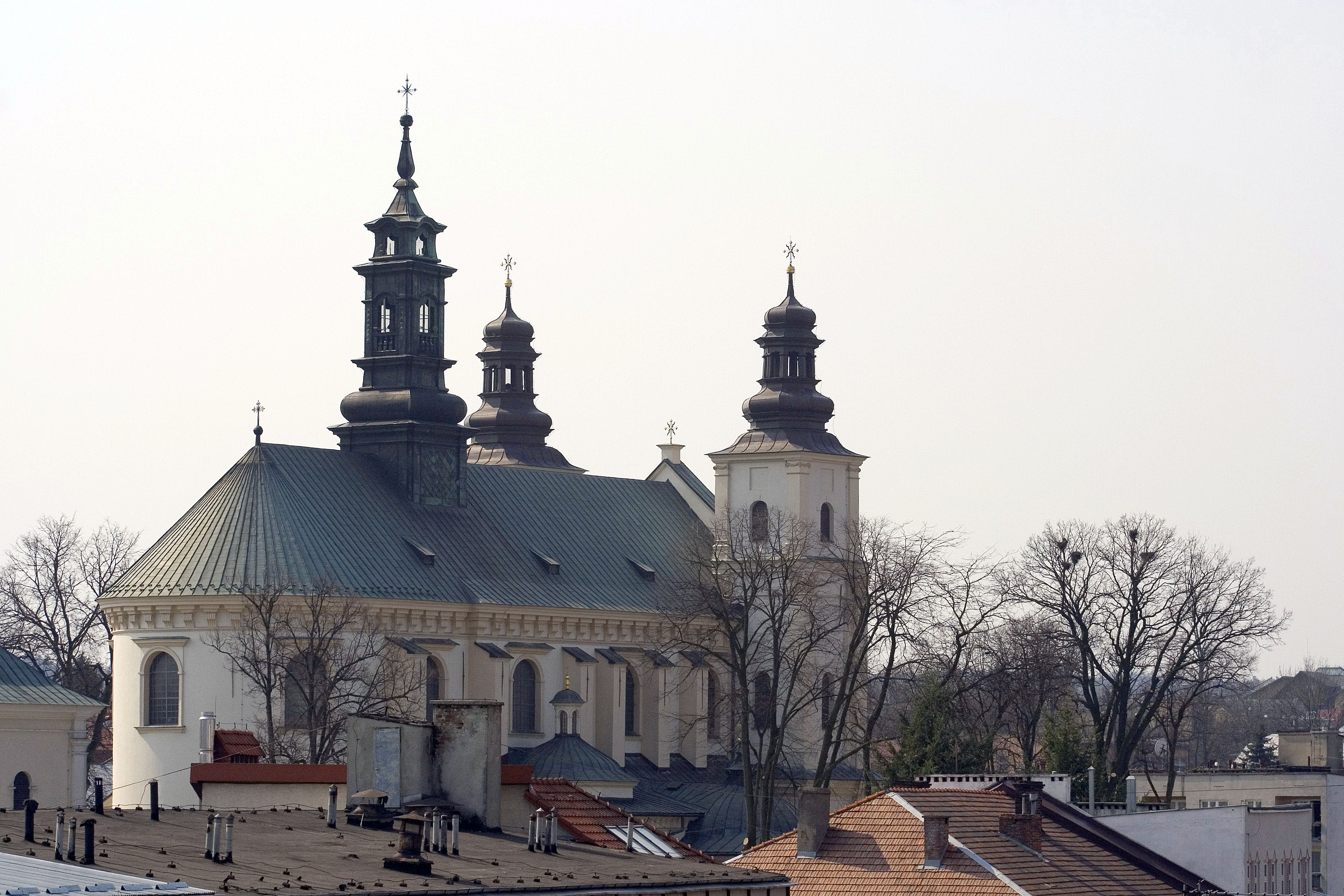
Església de la Transfiguració de Jesús
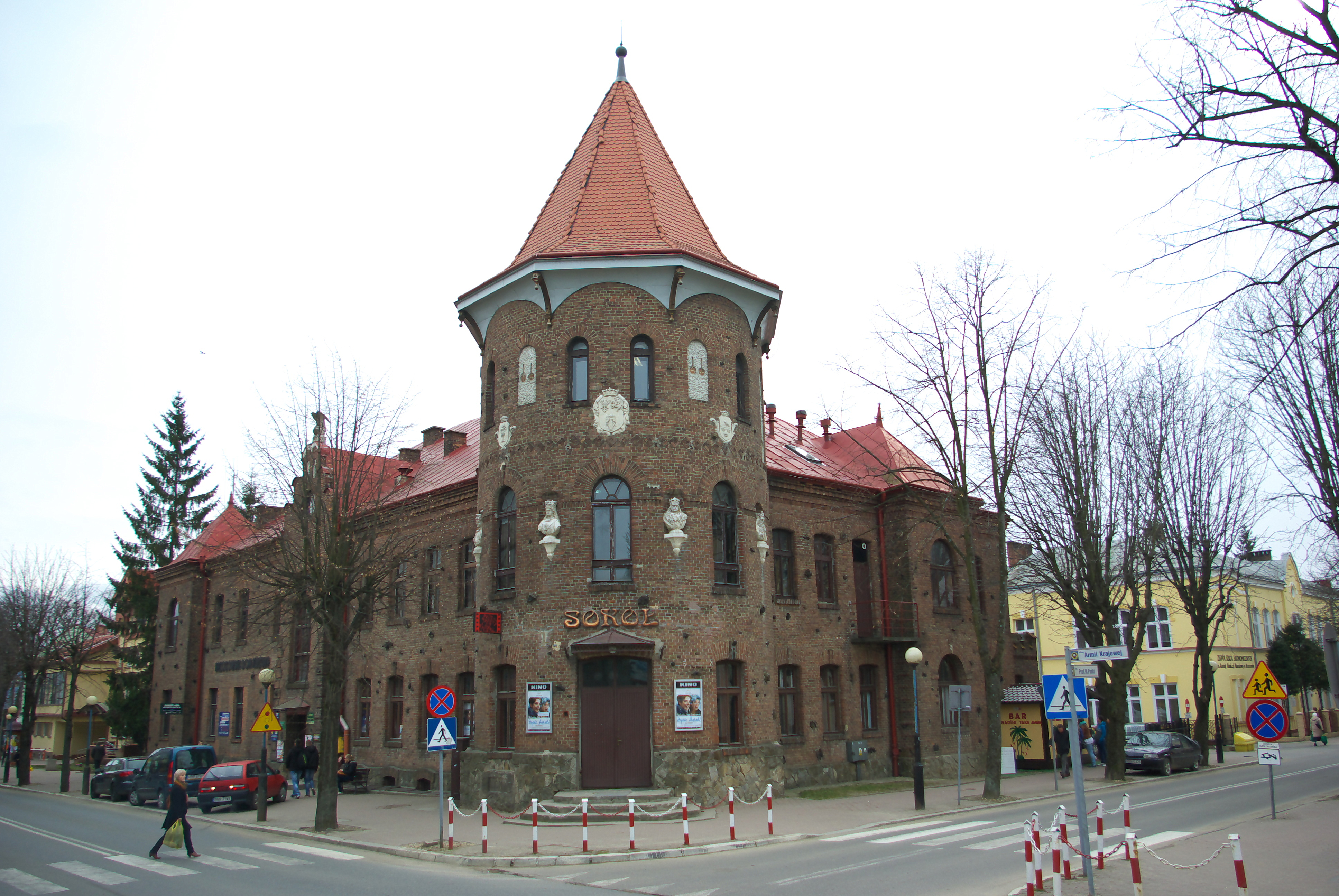
Edifici de la Societat de Gimnàstica Sokół a Brzozów

## Relacions Internacionals

### Ciutats germanes
Brzozów està agermanada amb:
| - Sambir, Ucraïna - Moldava nad Bodvou, Eslovàquia |